# チェッレーノ
チェッレーノ（伊: Celleno）は、イタリア共和国ラツィオ州ヴィテルボ県にある、人口約1,300人の基礎自治体（コムーネ）。

## 地理

### 位置・広がり
ヴィテルボ県のコムーネ。県都ヴィテルボから北へ16kmの距離にある。

#### 隣接コムーネ
隣接するコムーネは以下の通り。
- バニョレージョ
- ヴィテルボ

### 気候分類・地震分類

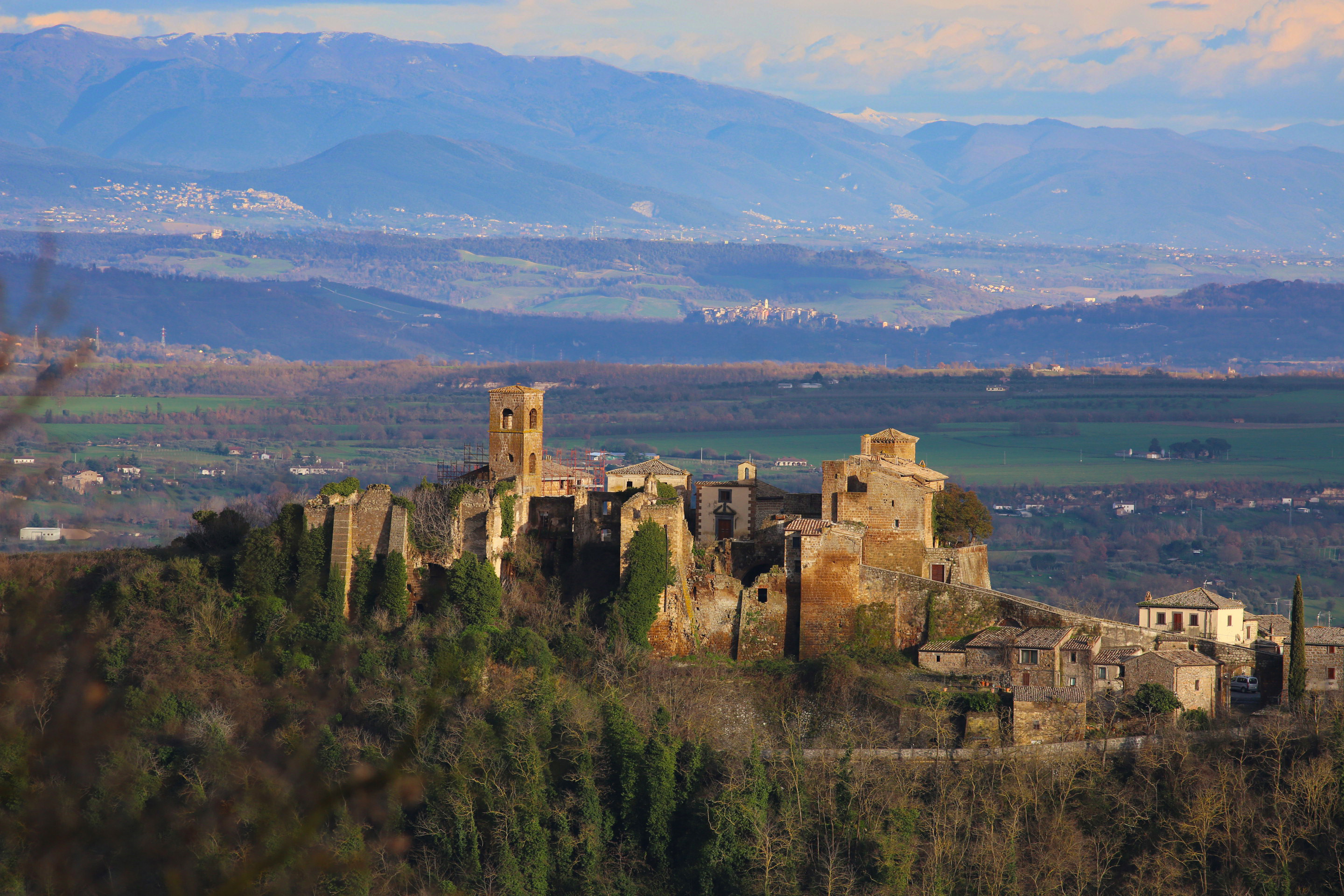
北西方向（テヴェレ川上流方向）からの眺望。手前からチェッレーノ(Celleno)、オルテ (Orte)、カルヴィ・デッルンブリア (Calvi)。奥にロッカンティーカ (Roccantica) とカスペーリア (Casperia) が示されている。

チェッレーノにおけるイタリアの気候分類 (it) および度日は、zona E, 2143 GGである。
また、イタリアの地震リスク階級 (it) では、zona 2B (sismicità media) に分類される。